# Castello di Albereto
Il castello di Albereto è un borgo medievale fortificato risalente al X secolo nella frazione omonima nel comune italiano di Montescudo in provincia di Rimini.

## Storia
L'insediamento era noto anticamente come "Castrum Albareti" probabilmente per la presenza di una foresta in tutta l'area. Una menzione della località in un diploma imperiale risalente al 963, col quale l'Imperatore Ottone I di Sassonia avrebbe concesso a Ulderico di Carpegna tutta una serie di castelli, è stata riconosciuta come un falso storico; di certo il castello viene citato in un patto federativo con i Malatesta risalente al 1227. A seguito delle continue lotte fra le famiglie dei Malatesta e dei Carpegna, il borgo con relativo castello cambiò spesso possessore fino al 1336 quando venne definitivamente conquistato dal Pandolfo II Malatesta e rimase della famiglia, a parte qualche piccola parentesi, fino alla fine della dinastia con la morte di Pandolfo IV Malatesta nel 1534. Furono sempre i Malatesta nel XV secolo a dotare il castello di alte mura difensive. Un primo restauro ci fu nel 1953 e poi un altro nel 2003.

## Architettura
Ha una pianta rettangolare ed è costituito da un alto muro a scarpata; i due lati più lunghi sono di circa 30 metri e quelli più corti si circa 20; in corrispondenza degli angoli lato nord ci sono due torrioni circolari e un terzo è posto ai tre quarti del muro rivolto a sud. Sul lato est vi è un'apertura che permette di accedere al borgo fortificato. Anticamente vi era anche un fossato con ponte levatoio. Il castello vero e proprio è formato da tre edifici.